# Chip Knight
Howard „Chip” Knight (ur. 11 stycznia 1975 w Stamford) – amerykański narciarz alpejski, dwukrotny medalista mistrzostw świata juniorów.

## Kariera
Po raz pierwszy na arenie międzynarodowej Chip Knight pojawił się w 1993 roku, startując na mistrzostwach świata juniorów w Montecampione. Zwyciężył tam w slalomie, wyprzedzając bezpośrednio Francuza Gaëtana Lloracha i Jōjiego Kawaguchiego z Japonii. W tej samej konkurencji zdobył także srebrny medal na rozgrywanych rok później mistrzostwach świata juniorów w Lake Placid, gdzie wyprzedził go tylko Francuz Frédéric Covili.
W zawodach Pucharu Świata zadebiutował 8 stycznia 1995 roku w Garmisch-Partenkirchen, nie kończąc pierwszego przejazdu slalomu. Pierwsze pucharowe punkty wywalczył 1 grudnia 1996 roku w Breckenridge, zajmując 24. miejsce w tej samej konkurencji. Najlepsza lokatę w zawodach tego cyklu wywalczył 16 grudnia 2002 roku w Sestriere, kończąc slalom na szóstej pozycji. Najlepsze wyniki osiągnął w sezonie 2002/2003, kiedy w klasyfikacji generalnej zajął 58. miejsce. W 2002 roku wystartował w slalomie na igrzyskach olimpijskich w Salt Lake City, zajmując ostatecznie jedenaste miejsce. Taki sam wynik uzyskał na rozgrywanych rok później mistrzostwach świata w Sankt Moritz. Brał także udział w igrzyskach olimpijskich w Turynie w 2006 roku, gdzie w swojej koronnej konkurencji był osiemnasty. W 1996 roku wywalczył mistrzostwo USA w slalomie.

## Osiągnięcia

### Igrzyska olimpijskie
| Miejsce | Dzień     | Rok  | Miejscowość    | Konkurencja | Czas biegu  | Strata  | Zwycięzca          |
| ------- | --------- | ---- | -------------- | ----------- | ----------- | ------- | ------------------ |
| DNF     | 21 lutego | 1998 | Nagano         | Slalom      | 1:49,31 min | -       | Hans Petter Buraas |
| 11.     | 23 lutego | 2002 | Salt Lake City | Slalom      | 2:23,28 min | +3,80 s | Jean-Pierre Vidal  |
| 18.     | 25 lutego | 2006 | Turyn          | Slalom      | 1:43,14 min | +3,12 s | Benjamin Raich     |

### Mistrzostwa świata
| Miejsce | Dzień     | Rok  | Miejscowość   | Konkurencja | Czas biegu  | Strata  | Zwycięzca      |
| ------- | --------- | ---- | ------------- | ----------- | ----------- | ------- | -------------- |
| DNF1    | 25 lutego | 1996 | Sierra Nevada | Slalom      | 1:42,26 min | -       | Alberto Tomba  |
| DNF1    | 15 lutego | 1997 | Sestriere     | Slalom      | 1:51,70 min | -       | Tom Stiansen   |
| 11.     | 16 lutego | 2003 | Sankt Moritz  | Slalom      | 2:45,93 min | +1,66 s | Ivica Kostelić |

### Mistrzostwa świata juniorów
| Miejsce | Dzień   | Rok  | Miejscowość   | Konkurencja | Czas biegu  | Strata  | Zwycięzca        |
| ------- | ------- | ---- | ------------- | ----------- | ----------- | ------- | ---------------- |
| 19.     | 5 marca | 1993 | Montecampione | Gigant      | 2:06,45 min | +4,29 s | Josef Strobl     |
| 1.      | 6 marca | 1993 | Montecampione | Slalom      | 2:06,45 min | -       | -                |
| 21.     | 5 marca | 1994 | Lake Placid   | Gigant      | 2:27,88 min | +3,27 s | Stefan Stankalla |
| 2.      | 6 marca | 1994 | Lake Placid   | Slalom      | 1:43,85 min | +1,23 s | Frédéric Covili  |

### Puchar Świata

#### Miejsca w klasyfikacji generalnej
- sezon 1996/1997: 88.
- sezon 2001/2002: 96.
- sezon 2002/2003: 58.
- sezon 2003/2004: 80.
- sezon 2004/2005: 116.
- sezon 2005/2006: 87.

#### Miejsca na podium
Knight nie stawał na podium zawodów PŚ.